# Con Dao Lufthavn
Con Dao Lufthavn (IATA:VCS, ICAO:VVCS) ligger på Con Dao, province Ba Ria-Vung Tau, Vietnam.

## Terminaler
- Vietnam Air Services Company (Ho Chi Minh-byen)